# لیژر ویلیج (نیوجرسی)
لیژر ویلیج (به انگلیسی: Leisure Village) یک منطقهٔ مسکونی در ایالات متحده آمریکا است که در لیکوود، نیوجرسی واقع شده‌است. لیژر ویلیج ۳٫۶۱۰ کیلومتر مربع مساحت و ۴٬۴۰۰ نفر جمعیت دارد و ۱۵ متر بالاتر از سطح دریا واقع شده‌است.